# Reformes borbòniques a Nova Espanya

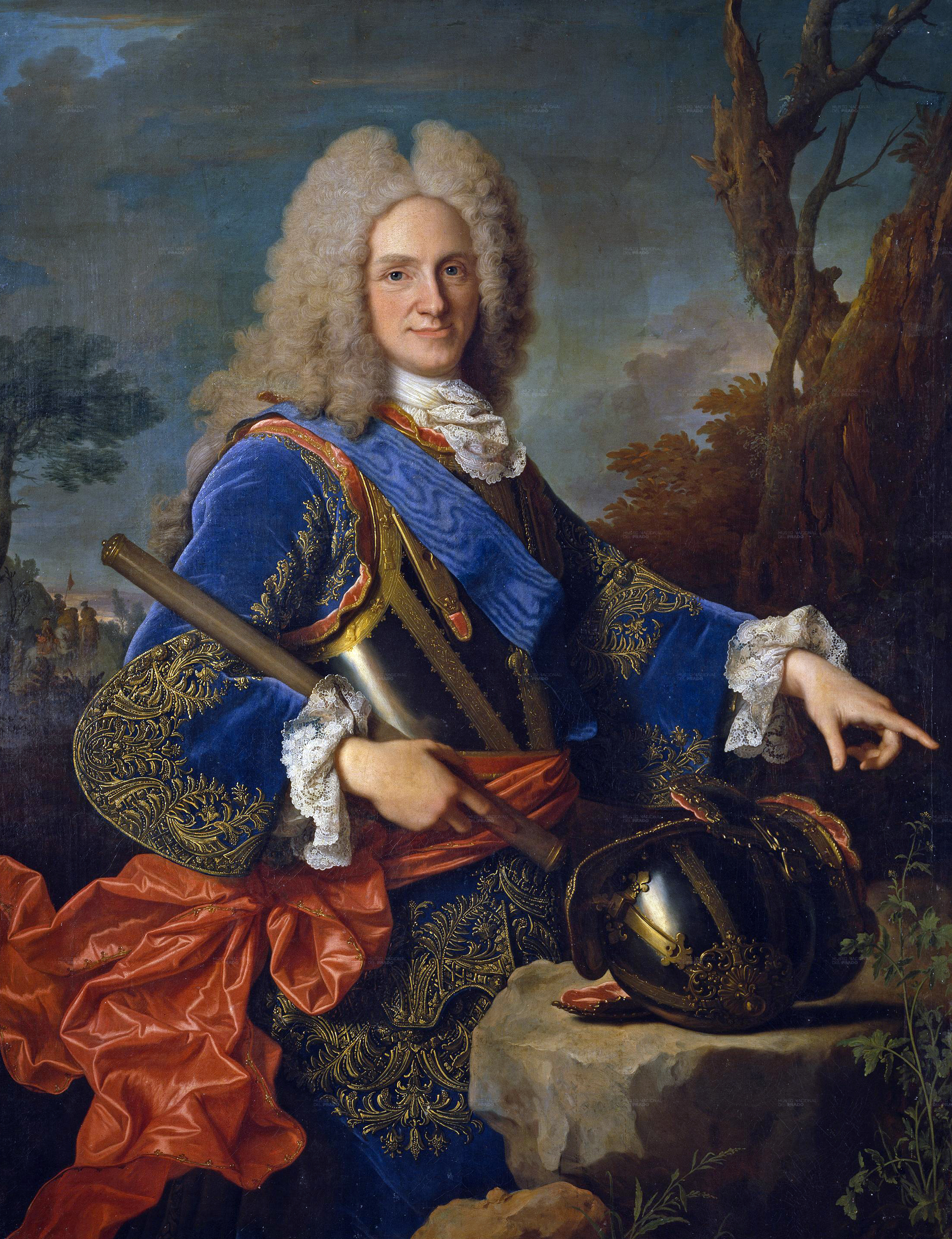
Felip V d'Espanya, primer promotor de les reformes borbòniques a Nova Espanya.

Les Reformes borbòniques a la Nova Espanya van ser una sèrie de canvis administratius aplicats pels membres de la monarquia absoluta borbònica i espanyols de la casa de Borbó a partir del segle xviii al Virregnat de Nova Espanya. Aquestes buscaven remodelar tant la situació interna de la Península com les seves relacions amb les províncies ultramarines. Ambdós propòsits responien a una nova concepció de l'Estat, que considerava com a principal tasca tornar a abrogar-se tots els atributs del poder que havia delegat en grups, corporacions i assumir directament la direcció del poder espanyol que mostrava signes de decadència. Les constants guerres amb Anglaterra, la corrupció i l'evasió d'impostos havien contribuït al deteriorament de les finances, mentre que les pestes i les epidèmies havien produït una crisi demogràfica. Davant aquesta situació, els monarques van enfortir l'economia espanyola mitjançant el màxim aprofitament dels recursos provinents de les colònies i van unificar així la seva administració a través de la designació de ministres més eficients. El virregnat de Nova Espanya (avui Mèxic) i el de Perú constituïen les colònies més pròsperes i riques que Espanya disposava. Mèxic produïa a Zacatecas i Guanajato el 67% de tota la plata d'Amèrica. Al voltant de 1810, comptava amb una població d'uns sis milions d'habitants, repartits en un 18% de blancs (setanta criolls per cada peninsular), un 60% d'aborígens (la majoria del país) i un 22% de castes (pards i mestissos). La riquesa es trobava mal distribuïda; com va observar Alexander von Humboldt, Mèxic és el país de la desigualtat. Espanya, envoltada en guerres, a vegades amb Anglaterra per compromisos diplomàtics i altres amb França, va exigir majors i més directes exaccions fiscals a les colònies, al temps que afeblia el seu control militar i administratiu sobre elles. A l'acudir als diners mexicans, va topar amb els interessos de l'Església, principal capitalista del país. Al Bajío, una regió pròspera i fèrtil de Guanajuato, l'ebullició social es va desbordar i va trobar el seu líder en el sacerdot Miguel Hidalgo y Costilla. La conspiarció de Querétaro el va atreure a la seva causa i va aprofitar el seu enorme lideratge sobre els indis. Desbaratada pels reialistes, aquesta revolta havia estat inspirada per criolls il·lustrats i radicals com Ignacio Allende, Juan Adalma, i Miguel Domínguez. Hidalgo va apel·lar al suport popular i el 16 de setembre de 1810, a la misa, va proferir el famós Crit de Dolors. El moviment es va propagar per tot el Bajío i va arribar a comptar amb un exèrcit de cinquanta mil homes, majoritàriament indis i mestissos mal armats i indisciplinats. El capellà Hidalgo, amb la imatge de la verge de Guadalupe com estendard, va assaltar i va prendre la ciutat de Guanajato, on va decidir empresonar els espanyols, confiscar els seus béns i abolir el tribut indígena. La victòria va suposar una matança de blancs, ja que bategava a la guerra l'odi racial. Hostigat per militars espanyols i criolls, Hidalgo és derrotat el 17 de gener de 1811 al Pont de Calderón, fuig amb el seu lloctinent Allende cap al nord, però cau en una emboscada a Chihuahua, i és més tard ajusticiat.
José María Morelos s'uneix a Hidalgo i forma un exèrcit popular, però disciplinat, mòbil i aguerrit. L'any 1812 cau Oaxaca en les seves mans, fet que provoca l'alarma dels realistes. Morelos, el més intuïtiu dels nacionalistes del seu país, va promulgar un decret constitucional pel qual tots es convertien en americans i s'abolien les castes, el tribut indi i l'esclavitud. Partidari d'un socialisme utòpic i agrari, va ser jutjat per heretgia i ajusticiat el 1815. Dos companys de Morelos van continuar la lluita després de la seva mort: Vicente Guerrero i Guadalupe Victoria. La repressió va ser portada a terme per l'exèrcit colonial crioll i l'Església oficial, que constituïen, entre 1815 i 1821, les forces més conservadores del país. Només una política molt hàbil hagués pogut retenir els criolls per a la Corona i Espanya, però els liberals peninsulars van precipitar la caiguda del colonialisme americà. Ferran VII disposà la formació d'una enorme expedició punitiva que partiria cap Amèrica, composta per 20000 veterans. Un dels seus caps, el tinent coronel Rafael de Riego, es va sublevar l'1 de gener de 1820 a Cabezas de San Juan, va proclamar la Constitució de 1812 i va obligar a Ferran VII a acceptar-la el 8 de març. Durant el trienni liberal (1820-1823), després del pronunciament de Riego, es proclama a Mèxic la Constitució de Cadis i s'escullen diputats a Corts mitjançant sufragi censatari, com a la Península. El moment es va aprofitar per retallar les terres de l'Església, atacar els ordres monàstic i abolir el fur eclesiàstic. L'oligarquia criolla, aristocràtica i terratinent, va veure perillar la seva posició social, ja que Espanya no podia garantir el domini de les masses indígenes (esclaus).

## Constitució de Cadis de 1812
Els criolls van promoure un moviment per defensar la seva herència colonial i van trobar un líder que va ser Agustín de Iturbide, fill d'un comerciant basc de Morelia (Valladolid), que havia servit com el comandant a l'exèrcit realista contra els insurgents, als que va combatre de 1810 a 1816. Va entrar a formar part de la conspiració de la Profesa, que tenia com a finalitat impedir el restabliment de la Constitució espanyola de Cadis. L'any 1820 va acceptar el comandament per lluitar contra Guerrero, a qui va procurar atreure a la seva causa. Per això va pactar amb ell i el 24 de febrer de 1821 va donar a conèixer el Plan de Iguala o de les Tres Garanties, document independentista conservador que va rebre el suport de l'Esglèsia, l'exèrcit i l'oligarquia. El Pla propugnava la implantació d'una monarquia constitucional, el manteniment de la religió catòlica i l'igualitarisme racial.

## Reformes polítiques
La corona va enviar al mariscal Pedro de Villalobo, acompanyat de tropes peninsulars, amb la missió d'instiucionalitzar un exèrcit, que sorprenentment fins aleshores no havia existit, i el reclutament es va fer mitjançant la lleva forçada. Es pot esmentar que els dos enviats, Gálvez i Villalba, van tenir conflictes amb el virrei, el marquès de Cruillas. Es va nomenar un nou virrei, Carlos Francisco de Croix, que va donar suport a Villalba en les seves tasques militars.
Al principi l'exèrcit va ser una institució desprestigiada que amb el temps va anar guanyant adeptes, gràcies a que es van anar atorgant una sèrie de privilegis. Els furs concedien l'exempció d'impostos als militars. En cas que tinguessin un problema jurídic podien traslladar el seu cas d'una cort civil a una cort militar, on li ajudarien a resoldre el seu problema.
Les possessions americanes de la Corona eren vulnerables als atacs externs. En realitat, aquest problema es va solucionar fins a cert grau ja que no es va crear una armada per a la defensa dels ports americans, tenint com dues úniques defenses l'Armada peninsular, que era cridada cada vegada que es presentaven conflictes d'alt grau i, d'altra banda, la nova institució militar que tenia guarnicions properes a les costes. Des del moment en què Espanya va colonitzar Amèrica va haver-hi un interès d'altres potències per obtenir possessions. Els anglesos, amb les seves colònies al nord igual que Holanda, i els portuguesos al sud amb Brasil.
El mar Carib es va convertir en una àrea de disputa, les potències volien fer-se almenys amb una illa per tenir presència. D'aquesta manera Anglaterra, França, Holanda, Dinamarca i Suècia es van beneficiar de la pirateria i del contraban del comerç.
La defensa espanyola no va ser efectiva, ja que les milícies que salvaguardaven les costes només podien brindar protecció en els ports. Una vegada que les embarcacions salpaven estaven exposades a rebre un atac de corsaris o de pirates, per la qual cosa era necessària la creació d'una armada americana que mai es va realitzar.
Per assegurar la defensa del territori colonial, la reforma administrativa de Gálvez es va complementar amb canvis en l'esfera militar. Així, es va emprendre la construcció i la reparació de fortificacions, i es va engegar la formació d'un exèrcit compost per dos elements d'importància desigual: l'exèrcit regular i les milícies. El primer estava format per soldats permanents i tropes de suport que procedien d'Espanya. Les milícies estaven integrades pels veïns obligats a rebre instrucció militar per a la defensa del seu territori, que a diferència dels qui integraven l'exèrcit regular, mai rebien paga per això. El mateix esforç renovador es va donar en la Marina.

## Regalisme i expulsió dels jesuïtes

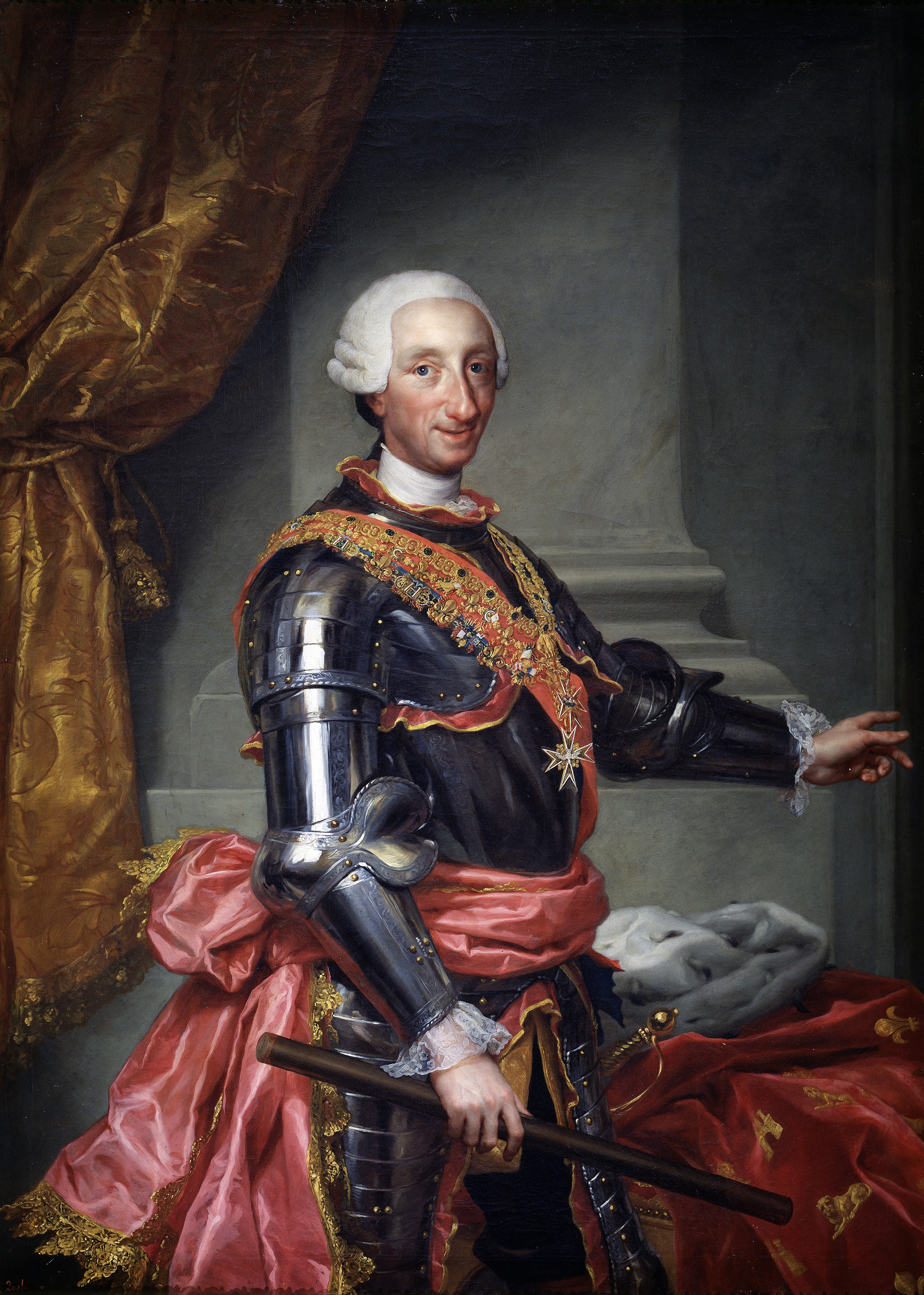
Carles III d'Espanya.

Una de les principals institucions afectades pel despotisme il·lustrat espanyol va ser l'Església catòlica, ja que la Corona va pretendre afirmar el poder secular sobre el religiós. Això incloïa la restricció dels privilegis i exoneracions fiscals que gaudien els ordes religiosos.
Des dels anys trenta del segle xviii van començar a expandir-se els ideals de la il·lustració. Va haver-hi una difusió del racionalisme i la nova filosofia de la naturalesa a Amèrica, sobretot gràcies als jesuïtes. La tasca de l'educació en la Nova Espanya la duien a terme els jesuïtes, ensenyaven a indis, criolls i peninsulars. Amb l'arribada de la il·lustració va haver-hi una sèrie de reformes en tots els nivells. Va haver-hi canvis des de l'educació primària fins a la modificació dels plans d'estudi a les universitats. Tot això va donar com a resultat el sorgiment d'una il·lustració criolla, «… es conclou que aquest procés va enfortir l'antagonisme entre europeus i criolls i va facilitar a aquests els instruments intel·lectuals per fonamentar la seva identitat enfront d'aquells sobre bases històric-culturals, i que d'aquesta manera van aconseguir articular les seves reivindicacions polítiques».
Els jesuïtes constituïen una amenaça per a la Corona espanyola. Tenien una economia sòlida i un gran valor en la societat, per al rei això significava tenir un estat dins del seu propi estat. Així els jesuïtes van ser els que més es van oposar al projecte centralitzador dels borbons, per la qual cosa van ser expulsats d'Espanya i les seves possessions ultramarines en 1767. En aquest any, Carlos III va decretar l'expulsió de la Companyia de Jesús per mitjà de la Sanció Pragmàtica del 2 d'abril de 1767. Es van introduir rectors seculars, Missioners Franciscans, així com un nou bisbe. Això va portar com a conseqüència un problema amb els indígenes; quan van començar a considerar-los com a individus (ja que eren considerats i tractats de facto com a esclaus per mitjà d'innombrables mecanismes jurídics, com les encomanes i les "naborías"), aquests encara no estaven preparats, ja que només comptaven amb els jesuïtes que tractaven de reduir els excessos, el maltractament i els reiterats intents d'esclavitzar-los per part dels peninsulars. Amb l'expulsió dels jesuïtes van quedar desemparats.

## Efectes socioeconòmics de les reformes borbòniques
Com és de suposar-se, les reformes econòmiques van portar amb si múltiples efectes i conseqüències, tant positives com a negatives. El govern espanyol va prendre diverses mesures per explotar al màxim els recursos de la colònia, amb el propòsit de generar molta més matèria primera per a la metròpolis. Amb les reformes borbòniques es van tocar totes les àrees principals en la Nova Espanya. També estaven la pesca i el comerç en negre (petit). Òbviament va haver-hi beneficis, es va permetre ampliar els negocis entre certes colònies (Trinidad, Margarita, Cuba, Puerto Rico).
Les reformes borbòniques van afectar el Consolat de Comerciants de la ciutat de Mèxic; aquesta corporació, que havia acaparat el comerç exterior i interior del virregnat per mitjà del sistema de flotes i del control dels ports, va perdre el seu enorme monopoli amb l'expedició de les lleis sobre la llibertat de comerç. Al mateix temps, la supressió dels alcaldes majors, agents comercials del Consolat en els municipis del país i a les zones indígenes, va acabar amb la xarxa de comercialització interna i va trencar el llaç polític que permetia als comerciants de la capital controlar els productes indígenes de major demanda al mercat exterior i interior.
Pel que sembla els reformadors borbònics, encapçalats per Gálvez, no tenien una visió completa del funcionament del sistema econòmic en la Nova Espanya. Encara que és cert que molts alcaldes majors eren corruptes i abusaven de la seva autoritat, el repartiment del comerç era molt més que un mer mecanisme d'explotació; constituïa el més important sistema de crèdit per a les comunitats indígenes i els petits agricultors. Els alcaldes majors es beneficiaven perquè proporcionaven a crèdit serveis necessaris: distribuïen llavors, eines i altres béns agrícoles bàsics; facilitaven la compra o la venda de bestiar, i amb freqüència venien els productes d'alguns grups que potser no haguessin trobat una altra forma de col·locar la seva producció. Tot això va ser interromput amb el decret que suprimia les funcions dels alcaldes majors. També van crear escoles i institucions per ajudar i ensenyar als cacics i criolls.
D'altra banda, la creació de nous consolats va provocar rivalitats entre els comerciants de la Ciutat de Mèxic i els nous grups de comerciants que van sorgir arran de les reformes.

### La llibertat de comerç
El comerç amb Amèrica va ser una de les àrees a la qual els borbons hi van dedicar major atenció, ja que la consideraven com el principal motor de la recuperació de l'economia espanyola. Una de les primeres mesures va ser el trasllat de la Casa de Contractació de Sevilla a Cadis (1717), la qual cosa legalitzava una situació de fet, ja que des de finals del segle anterior la badia gaditana va anar ocupant un lloc cada vegada més preponderant en el comerç amb Amèrica. La Casa de Contractació havia de fomentar i regular la navegació entre Espanya i Amèrica.
Un dels punts més importants del reformisme borbònic era posar fi al monopoli comercial, ja que els comerciants tenien un gran guany sense tenir pèrdues i això afectava a la corona perquè no tenia guanys. La casa de moneda va passar a les mans de la corona, d'aquesta manera els comerciants es van oposar a les reformes.
Els superintendents estaven aliats amb els comerciants, per la qual cosa era difícil trencar amb el monopoli comercial. Va ser amb l'arribada de José de Gálvez i l'obertura del comerç que es va aconseguir trencar amb aquesta xarxa de comerciants i superintendents. En 1770 el lliure tràfic comercial va ser autoritzat per les Antilles, es va permetre comerciar amb Perú i Nova Granada. Va haver-hi una sèrie de ports on es va estar comerciant lliurement i, d'altra banda, es van crear els consolats de Veracruz i Puebla. Tot aquest moviment va donar com a resultat la ruïna dels comerciants i va arribar al seu últim i irrevocable terme quan «el 28 de febrer de 1789 Carles IV va declarar que el reglament del comerç lliure s'estenia al virregnat de Nova Espanya».

### La mineria
La mineria, igual que la terra, era l'espina dorsal de l'economia de la Nova Espanya pel que les reformes es van adaptar a aquesta situació. Juan Lucas de Lassaga al costat de Joaquín Velázquez Cárdenas i León va proposar unes reformes encaminades a finançar les activitats mineres, reduir les càrregues fiscals, solucionar els conflictes entre miners (originats per la possessió d'una mina o el desguàs d'un conjunt de mines en la majoria dels casos), precisar o reformar el contingut de les ordenances mineres vigents i dotar al gremi dels miners d'un organisme directiu.
En altres paraules, proposaven la mineria com a activitat productiva de la qual se n'autoritzessin diversos punts com: una organització gremial, publicar noves ordenances, crear un banc de queviures, crear una escola de mineria amb tècnics d'alt nivell.
D'aquesta manera es va constituir el cos de mineria. Velázquez Cárdenas i León va quedar com a president i Juan Lucas de Lassaga, com a secretari de mineria. Es van crear les noves ordenances i es van dur a terme els punts que s'havien proposat anteriorment. Va haver-hi canvis en la mineria, en 1784 es va crear un banc de crèdits, en 1792 es va crear el seminari de mineria.
La mesura que majors desajustaments va provocar en la Nova Espanya va ser la real cèdula de 1804 sobre l'alienació de béns seents de les corporacions eclesiàstiques, que va deslligar reaccions violentes en contra del govern espanyol. Això va ser a causa que, amb excepció dels comerciants més rics, aquella disposició va afectar els principals sectors productius del virregnat (agricultura, mineria, manufactures i petit comerç), i en particular als agricultors, doncs la majoria dels ranxos i hisendes estaven gravats amb hipoteques i censos eclesiàstics, que els propietaris es van veure obligats a cobrir en un termini curt, a fi que aquest capital fos enviat a Espanya. D'aquesta manera, no només l'Església es va veure afectada per la real cèdula, sinó també gairebé tota la classe propietària i empresarial de la Nova Espanya, així com els treballadors vinculats amb les seves activitats productives. Per això, es va aixecar un reclam i per primera vegada en la història del virregnat tots els sectors afectats van exposar al monarca per escrit les seves crítiques contra el decret en qüestió. Malgrat tot, la cèdula es va aplicar des de setembre de 1805 fins a gener de 1809, produint un ingrés d'al voltant de 12 milions de pesos per a la Corona, que van suposar el 70 % del recaptat en tot el territori hispanoamericà.